# Renault Clio Style
Clio